# Il giocatore di scacchi
Il giocatore di scacchi (El jugador de ajedrez) è un film del 2017 diretto da Luis Oliveros.
Il film è basato sul romanzo Novella degli scacchi di Stefan Zweig ispirato ad un episodio della vita dello scacchista russo Alexander Alekhine e di sua moglie, anche lei scacchista, Grace Wishaar.

## Trama
Diego Padilla è uno scacchista che vince il campionato spagnolo di scacchi nel 1934. Si innamora della francese Marianne Latour che poi sposa e dalla quale ha, nel 1936, la figlia Margaux. Al termine della guerra civile, Marianne è esasperata dal clima oppressivo del franchismo e vorrebbe tornare in Francia e lo confessa al marito.
Così, nel 1940, Diego si trasferisce con la famiglia a Parigi. Dopo poco la capitale francese viene occupata dai nazisti e Diego nota con disgusto che molti dei francesi che si dicevano antinazisti ora collaborano con l'esercito occupante. Mentre sta discutendo animatamente di questo con sua moglie, viene strappato da casa e arrestato con una falsa accusa di spionaggio, dovuta a l'influente Pierre Boileau, un amico della moglie che in realtà nutre per lei una profonda passione segreta. La sua falsa accusa presso le autorità di Vichy che Diego sia una spia comunista, mira ad eliminare il marito di Marianne e permettergli di avvicinarsi e conquistare la donna.
Dopo inutili torture si trova prigioniero nel carcere delle SS di Parigi dove vede giustiziare uno ad uno i suoi compagni di prigionia. A salvarlo saranno le simpatie del colonnello Maier per il gioco degli scacchi. Sapendo di avere un prigioniero così abile, comincia a giocarci e lo trattiene senza più torturarlo né giustiziarlo, proprio per il suo diletto.
Dopo il suo arresto, la moglie ha contattato Boileau, per far liberare il marito. Boileau, ingannandola, le promette di aiutarla e le propone di consegnargli tutti i suoi risparmi, per corrompere i funzionari nazisti affinché rilascino Diego. In realtà i soldi così ricevuti avranno il duplice scopo di privare Marlene di ogni risorsa finanziaria, costringendola sempre più ad appoggiarsi a lui e ad accettare il suo aiuto, e di corrompere il funzionario francese che, al momento opportuno, informi la donna della morte di suo marito, sebbene ciò sia falso. Così ora è sola e sul lastrico, con una famiglia da mantenere. Pierre Boileau, molto ricco, si offre di ospitarla, ma lei per il momento rifiuta.
Dopo cinque anni di prigionia, Padilla viene liberato dai tedeschi in fuga a seguito della liberazione di Parigi. Nel salutarlo, il colonnello Maier gli rivela che la sua carcerazione si doveva alla segnalazione di Pierre Boileau, rivelatasi presto non fondata. È stato poi trattenuto senza altro motivo che non quello di insegnargli a giocare a scacchi. Infine gli restituisce anche tutte le lettere che aveva scritto alla moglie e che erano state trattenute dai carcerieri.
Tornato a casa, Diego Padilla non trova nessuno ma apprende che tutti lo credevano morto e che la moglie si è trasferita a Bordeaux. Recatosi lì, scopre che ella è ora sposata proprio a quel Boileau che, dunque, ha architettato tutto alle sue spalle. La figlia non lo riconosce e la moglie gli spiega come non potesse fare altro che cercare un futuro migliore per la loro bambina, una volta saputo della sua morte. Ella gli fa inoltre intendere che è meglio che non si faccia riconoscere dalla figlia e che se ne vada, poiché Boileau è molto affettuoso con la piccola e, considerata la sua ingente ricchezza, potrà meglio sovvenire alle necessità materiali della bambina.
Nel salutare la bambina con affetto, questa mostra di ricordarsi di suo padre, così Diego Padilla in un attimo è ripagato della lunga attesa, delle tante sofferenze ingiustamente patite e del dolore che la moglie volesse allontanarlo sia da lei, sia soprattutto dalla propria figlia.